# Terauchi Hisaichi

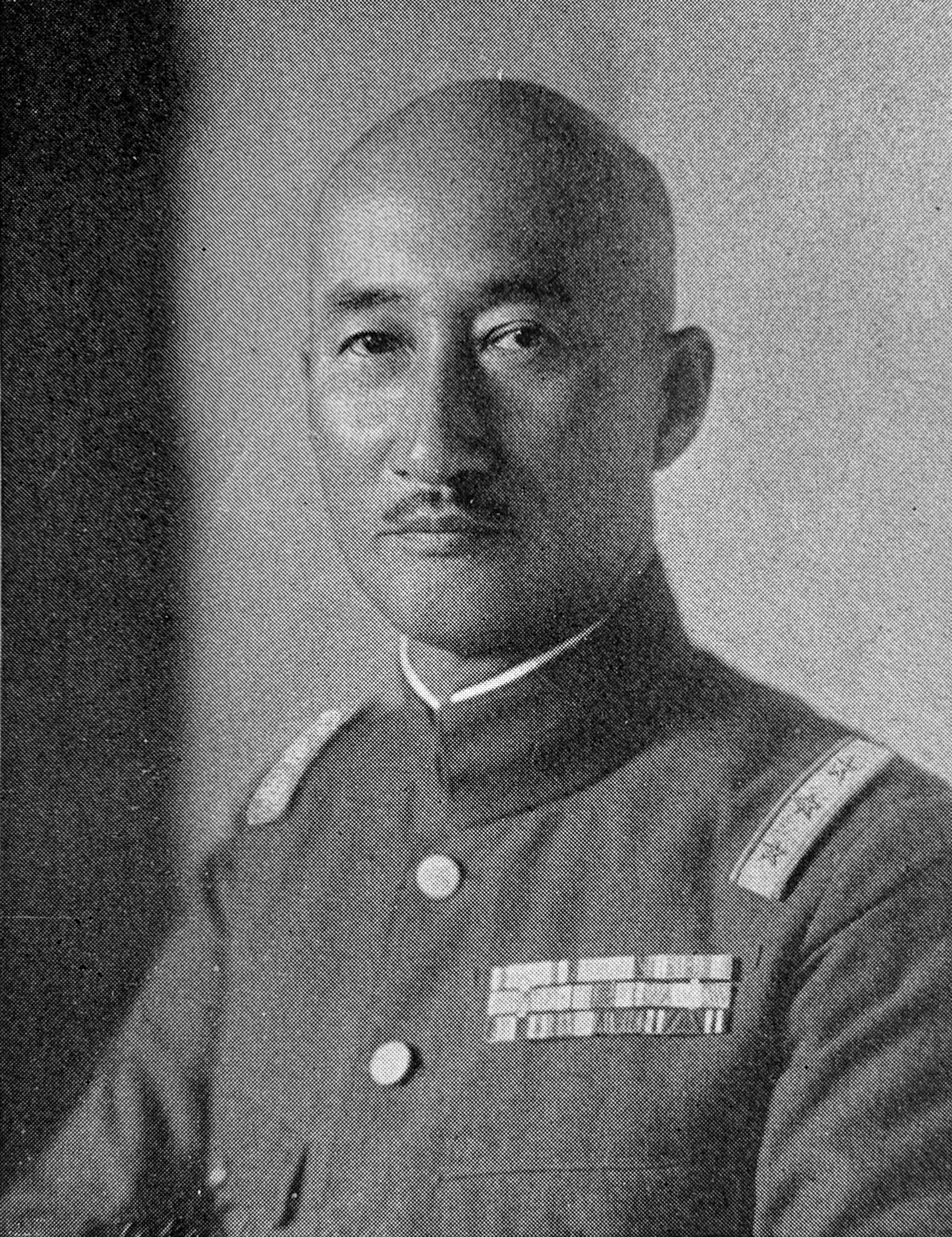
Terauchi Hisaichi in den 1930er Jahren

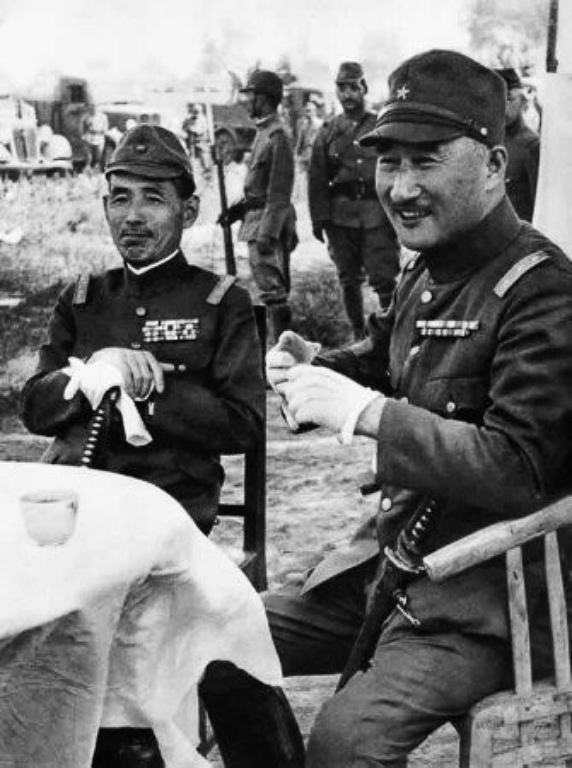
Feldmarschall Terauchi Hisaichi (rechts) zusammen mit General Hata Shunroku (links) bei Xuzhou (1938)

Hakushaku Terauchi Hisaichi (auch Terauchi Juichi, japanisch 寺内 寿一; * 8. August 1879 in der Präfektur Yamaguchi; † 12. Juni 1946 in Malaya) war ein Feldmarschall (Gensui) der Kaiserlich Japanischen Armee.

## Leben
Terauchi wurde als ältester Sohn des damaligen Offiziers und späteren Marschalls und 18. japanischen Premierministers Terauchi Masatake geboren.
Nach Abschluss der Militärakademie ging er 1900 als junger Offizier zur Armee. Von 1904 bis 1905 nahm er am Russisch-Japanischen Krieg teil und besuchte danach die Heereshochschule, die er 1909 abschloss. Er verbrachte einige Zeit als Dozent an einer Militärschule in Deutschland, bevor er 1919 zum Oberst befördert und zum Kommandeur des 1. Regiments der imperialen Garde ernannt wurde. Weiterhin erbte er nach dem Tode seines Vaters im November 1919 den Titel eines Hakushaku. Von 1922 an diente er als Stabschef der imperialen Gardedivision. 1924 wurde er zum Generalmajor ernannt und erhielt das Kommando über die 19. Brigade der japanischen Armee. 1927 ging er als Stabschef der dort stationierten Chōsen-Armee nach Korea. 1930 wurde er zum Generalleutnant befördert und übernahm die 5. Division der japanischen Armee, zwei Jahre später dann die 4. Division.
Im Jahre 1935 wurde Terauchi, der seit 1934 die Formosa-Armee auf Taiwan führte, zum General befördert und zum Mitglied im Obersten Kriegsrat ernannt. Nach dem vereitelten Staatsstreich von japanischen Offizieren im Februar 1936 wurde er Heeresminister im Kabinett Hirota. Ende August 1937, nach dem Ausbruch des Zweiten Japanisch-Chinesischen Krieges, übernahm er das Kommando über die neugebildete Regionalarmee Nordchina. Diesen Posten behielt er bis Dezember 1938, wonach er wieder in den Obersten Kriegsrat zurückkehrte. Im Mai 1938 konnte er zusammen mit den Truppen der Zentralchina-Armee unter General Hata Shunroku in der Schlacht um Xuzhou einen Großteil der chinesischen 5. Militär-Region unter Li Zongren zerschlagen.
Am 6. November 1941 übernahm er die Führung der japanischen Südarmee. Zusammen mit Admiral Yamamoto Isoroku arbeitete er an den japanischen Kriegsplänen, die die Eroberung des gesamten indonesischen Archipels sicherstellen sollten. Nach den erfolgreichen Eroberungszügen in Südostasien, die er in ihrer Gesamtheit überwachte, errichtete Terauchi sein Hauptquartier am 4. Dezember 1941 in Singapur. Er war bekannt dafür, dass er die Meinung der ihm untergeordneten Generäle und Admiräle stets in seine Entscheidungen mit einbezog. Im Juni 1943 wurde er zum Feldmarschall ernannt.
Im Mai 1944 verlegte Terauchi sein Hauptquartier auf die Philippinen. Als die Inseln von den amerikanischen Truppen bedroht wurden, verlegte er sein Hauptquartier im November nach Saigon in Indochina. Dort ließ er am 9. März 1945 die Verwaltung des Landes durch französische Kolonialtruppen unter Admiral Jean Decoux beenden. Am 10. April 1945 erlitt er einen Schlaganfall, als er über den Verlust von Burma unterrichtet wurde. Von der sich daraus ergebenden Gehirnblutung konnte er sich nicht erholen und daher am 21. August nicht an der allgemeinen Kapitulationszeremonie der japanischen Streitkräfte in Singapur teilnehmen.
Er ergab sich Lord Mountbatten am 30. November 1945. Terauchi Hisaichi starb 1946 in einem Kriegsgefangenenlager.